# DSSSL
DSSSL (англ. Document Style Semantics and Specification Language — мова опису семантики і стилю документа) — мова для опису стилів SGML-документів, що базується на підмножині мови програмування Scheme. DSSSL є предком CSS, але якщо CSS застосовується тільки для представлення HTML і XML-документів, в той час як для перетворення їх структури використовується XSL, DSSSL використовується в обох цілях.
Хоча DSSSL сумісна з будь-якими SGML-форматами, використовується вона переважно з документами DocBook. Мова дозволяє обробляти документи SGML в декількох доступних форматах, таких як RTF, HTML і LaTeX.